# أضرحة عائلة ميرزا أديغوزال بك
أضرحة عائلة ميرزا أديغوزال باي هي آثار معمارية مخصصة لميرزا أديجوزال بك، المؤرخ الأذربيجاني. المعلم التاريخي هو ضريح إسلامي يقع في قرية رحيملي [الإنجليزية] الأذربيجانية، قضاء جورانبوي. ويعد هذا الموقع أيضًا مكان الراحة الأخير لأفراد عائلته.

## التاريخ
تحيط المباني في المجمع بمقبرة صغيرة في قرية رحيملي. تم بناؤها في القرن التاسع عشر. المجمع الضريحي مملوك الآن لوزارة الثقافة.
يتضمن المجمع الحالي 6 أضرحة منفصلة متبقية (قبور) ذات قباب. بُنيَت أربعة أضرحة كبيرة من الطوب المحروق، في حين تم استخدام الحجارة المرصوفة والحصى لبناء الأضرحة الصغيرة المتبقية. جميعها عبارة عن مباني صغيرة نسبيًا، مقببة ورباعية الشكل، تحتوي على غرفة واحدة.
حول الحافة الغربية للقبر، يوجد نقش محفور بواسطة ميرزا مهدي الكنجوي، الخطاط. فوق الواجهة، الموضوعة على لوحة الجبس، ينسب هذا النقش القبر الرئيس إلى ميرزا أديغوزال بك، والمقابر الأخرى إلى أقاربه المقربين. يحمل ضريح ميرزا أديغوزال بك تاريخ 1847/1848 باعتباره سنة وفاته.

## العمارة
تم بناء الأضرحة الأربعة الكبيرة، المصنوعة من الطوب المحروق المربع، على نفس الخط، على مسافة حوالي 10 أمتار من بعضها البعض. تمت دراسة القبرين الموجودين في المنتصف بشكل أفضل من الناحية الفنية.
الجزء الخارجي من ضريح ميرزا عديجوزال بك عبارة عن بناء من الطوب. يتميز بقاعدة رباعية الأضلاع وقبر مقبب. يحتوي الضريح على صليب بأذرع ضحلة في الداخل. يعتمد هذا الشكل على أحد أكثر الأشكال المبكرة شيوعًا للأضرحة المقببة.
تبلغ أبعاد المبنى من الداخل 5.8×5.8 متر. سمك جدران الواجهة 82 سم. يُغطى الضريح بقبة كروية ذات سقف بارز فوق الجزء الرئيسي من القبر. تم بناء القبة من الطوب بأبعاد 20×21×4 سم. المدخل الرئيسي يواجه الجنوب. بالإضافة إلى ذلك، يحتوي القبر أيضًا على ثلاثة أبواب جانبية.
أما الضريح الثاني، والذي يقع بالقرب من ضريح ميرزا عديجوزال بك، فهو على شكل مربع مع زوايا مقطوعة من الخارج. وقد تم تشكيل جدران النصب على شكل محاريب. تم إكمال المنافذ على شكل سهم. كان سطح المنافذ مصنوعًا من الطوب بنسج الصنوبر. تتوافق الأبعاد الداخلية للقبر الثاني مع هندسة ضريح ميرزا عديغوزال بك. وقد تم تزيين أقواسها الداخلية بأنماط نباتية. تم رسم الزخارف في البداية على جص الجير [الإنجليزية] ثم تم طلائها بألوان زاهية بعد ذلك. 

## الأدب
- Саламзаде، А. В. (1964). Архитектура Азербайдана XVI-XIX вв. Баку: Издательство Академии наук Азербайджанской ССР.
- Н.В.Минкевич-Мустафайева، С.К. Ахмедов (1948). Мавзолеи семейства Мирза Адигезал-бека. АН Азерб. ССР, т.IV, вып. 12. ص. 220.